# Staalbankiers
Staalbankiers N.V. was een Nederlandse private bank die sinds 1994 onderdeel was van Achmea. De bank heeft kantoren in Den Haag (hoofdkantoor), Haarlem, Utrecht, Zwolle, Enschede en Oosterbeek. In 2016 werd Staalbankiers overgenomen door het bankiersbedrijf Van Lanschot.

## Geschiedenis
Staalbankiers werd in 1916 opgericht door Machiel Staal. Hij vestigde zich als commissionair in effecten aan de Haagse Lange Houtstraat. Hij wilde zich meer richten op de belangen van elke individuele klant.  In eerste instantie richtte de bank zich op de markt van onderhandse leningen en gaandeweg werd de dienstverlening uitgebreid. Machiel Staal wilde een bank die het belang van zijn cliënten altijd voorop stelde. Er waren bij de bank geen ‘interne verplichting’ om eigen fondsen en producten aan te bieden. In 1938 werd de firma Staal & Co omgezet in een naamloze vennootschap. Tot aan zijn dood in 1966 gaf Staal leiding aan zijn bank.
Na zijn dood kwam de bank in handen van Van Lanschot, tot het tien jaar later in 1978 werd overgedaan aan het toenmalige detailhandelsconcern Vendex. Sinds 1994 is Staalbankiers onderdeel van Achmea, waarbinnen zij opereert als moderne private banking-organisatie.
In 2012 werd Pierre Huurman de voorzitter van de Statutaire Directie. Hij werkte sinds 2000 bij Staalbankiers, waar hij sinds 2006 lid is van de Statutaire Directie met als aandachtsgebied Commercie en Financiële Planning. Voor Staalbankiers had hij 10 jaar bij ABN AMRO Bank gewerkt als directeur van diverse kantoren en als lid van het Regionaal Managementteam.
Medio 2015 werd het grootste deel van de hypotheekportefeuille, met een waarde van ruim 1 miljard euro, ondergebracht bij Achmea Bank, ook een onderdeel van moederbedrijf Achmea. Een tiental medewerkers gingen ook over naar Achmea Bank. Na de overdracht lag de nadruk op de private banking-activiteiten.
In 2016 werden de private banking-activiteiten van Staalbankiers overgenomen door Van Lanschot. Met deze overname kreeg Van Lanschot zeven miljard euro aan beheerd vermogen, 280 miljoen euro aan spaargeld en een beperkt aantal effectenkredieten.  In totaal gingen 25 medewerkers van Staalbankiers mee over. Korte tijd later liet Van Lanschot de naam Staalbankiers vallen. De overige activiteiten van Staalbankiers, waaronder een hypotheekportefeuille van 250 miljoen euro en 35 werknemers, bleven bij Achmea.
Het hoofdkantoor van het bankbedrijf was gevestigd in het pand van Wijnhandel Maison Antonio Aguilar (een voorloper van Gall & Gall) dat in 1906 in Wiener Secessionsstijl gebouwd werd aan de Haagse Lange Houtstraat.

## Affaires

### Problemen in de jaren 1980

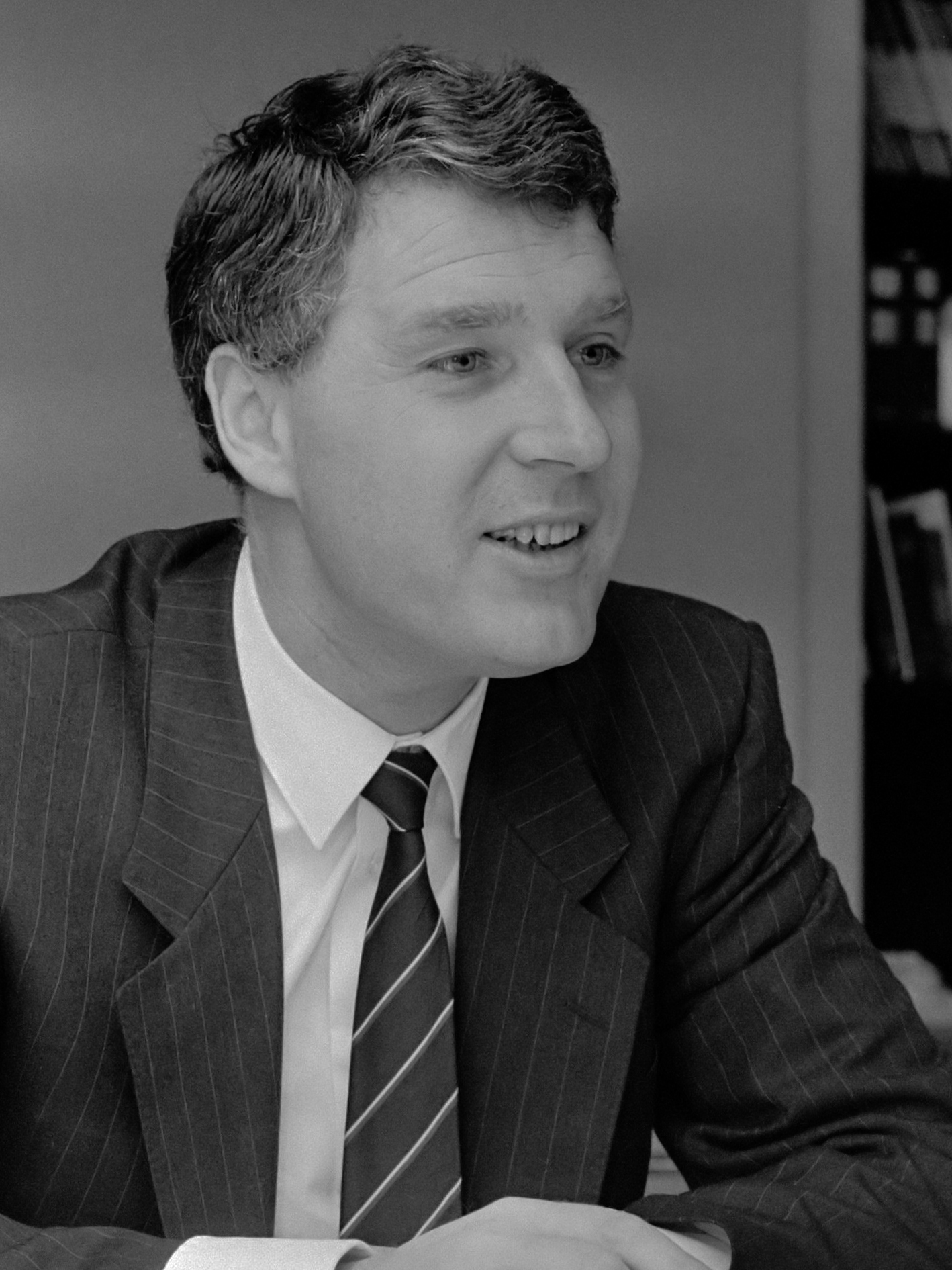
Ton Jongbloed (1985)

In 1989 raakte de bank in opspraak omdat geheime documenten van De Nederlandsche Bank op straat bleken te liggen. Jongbloed bracht deze affaire aan het licht. Tussen de topman Ton Jongbloed die de bank tot bloei had gebracht en de toezichthouder bestond verschil van inzicht over het te voeren beleid. De toezichthouder greep dit voorval aan om Jongbloed te dwingen op te stappen.

### Benadeling cliënten bij emissies
In de jaren negentig benadeelden werknemers van Staalbankiers hun cliënten door hen stelselmatig te weinig aandelen toe te wijzen bij beursemissies als de beursintroductie een succes bleek. De winsten die werden behaald staken de bankiers in eigen zak. Onder druk van de Autoriteit Financiële Markten (AFM) betaalde de bank haar cliënten 2,5 miljoen euro schadevergoeding.

### Verliezen op ongecontroleerde optiehandel
In 1998 verloor Staalbankiers meer dan 100 miljoen gulden op posities in de optiehandel. De bank financierde een beruchte optiehandelaar die door zijn ongekende volumes grote verliezen veroorzaakte.

### Illegale handel in aandelen VHS
In juni 2005 viel de FIOD en de ECD binnen bij Staalbankiers naar aanleiding van dubieuze transacties in het vastgoedfonds van Ed Maas, VHS. Het Openbaar Ministerie maakte bekend te vermoeden dat cruciale gesprekken en documentatie door de bank gewist waren. Hierop ontsloeg Staalbankiers drie medewerkers.

### Hypotheken in Zwitserse franken
Tussen 2004 en 2012 sloten klanten van Staalbankiers hypotheekleningen af in Zwitserse franken. De rente was lager in vergelijking tot een vergelijkbare lening in euro’s en de wisselkoers tussen beide valuta was redelijk stabiel. In dit laatste kwam in januari 2015 verandering toen de Zwitserse Nationale Bank de koppeling tussen de frank en euro losliet. De Zwitserse frank steeg in waarde waardoor de hypotheekschuld in euro’s gemeten sterk steeg. Het valutarisico van de lening lag volledig bij de consument. Een groep gedupeerden heeft zich in 2022 verenigd in de Stichting Compensatie Zwitserse Frank Leningen (Stichting CZFL). De ruim vierhonderd klanten claimen ruim 240 miljoen euro schadevergoeding van Achmea.